# Ammortamento con anticipazione degli interessi
L'ammortamento con anticipazione degli interessi prevede che in ciascuna rata (supposto che le rate siano equintervallate ed n sia il numero di periodi previsti per l'ammortamento) la quota interessi venga pagata in via anticipata  mentre la quota capitale in via posticipata. 
Quindi {\displaystyle R_{k}} è la somma di una quota interessi pagata all'inizio del periodo k (con k = 0, 1, 2, .., n -1) e una quota capitale pagata alla fine del periodo k (con k = 1, 2,.., n), vale pertanto quanto segue:
{\displaystyle R_{k}=I_{0}}    per k = 0
{\displaystyle R_{k}=C_{k}+I_{k}}        per k = 1, 2, ..., n -1
{\displaystyle R_{k}=C_{n}}        per k = n.
Deve deve essere soddisfatto il vincolo di equivalenza finanziaria:
{\displaystyle S=\sum _{k=0}^{n}R_{k}(1+i)^{-k}}
Questo comportamento misto tra quota capitale (posticipata) e quota interesse (anticipata) fa sì che il debito residuo coincida con quello dell'ammortamento a rate posticipate, mentre la quota interessi è calcolata come nel caso di ammortamento a rate anticipate.
Il debito residuo è presto calcolato:
{\displaystyle D_{k}=\sum _{j=k+1}^{n}C_{j}}     per  k = 0, 1, 2, ..., n-1
{\displaystyle D_{k}=0}      per k = n
Analogamente la quota interesse:
{\displaystyle I_{k}=D_{k}i(1+i)^{-1}=dD_{k}}       con d = i / (1+i)   e  k = 0, 1, 2, ..., n -1.
Quindi per qualsiasi periodo k diverso sia da 0 sia da n si ha:
{\displaystyle R_{k}=C_{k}+I_{k}=(D_{k-1}-D_{k})+dD_{k}=D_{k-1}-vD_{k}}   con v = 1 / (1+i).